# Openair Rockamweier
Das Openair Rockamweier ist ein seit 2001 in Wil SG (Schweiz) jährlich stattfindendes Gratis-Openair-Festival. Im Jahr 2023 besuchten über 25'000 Zuschauer das Festival. Im Jahr 2024 findet das Openair am 14. und 15. Juni statt.

## Festival
Das Festival fand 2001 zum ersten Mal statt.
Am 17. und 18. Juni 2022 fand das Openair Rockamweier zum 20. Mal auf der Wiler Weierwiese statt. Der Austragungsort liegt zentral am Fuss der Altstadt, neben dem Stadtweier und umgeben von einem alten Baumbestand. Im Jahr 2022 wurde mit über 22'000 Besuchern ein Besucherrekord erreicht.
Der Verein Rockamweier organisiert das Openair nicht profitorientiert und es arbeiten ca. 250 Helfer. Der Eintritt ist seit Bestehen des Rockamweiers für alle Besucher frei. Finanziert wird der Anlass durch Erlöse aus dem Catering und Beiträgen von Sponsoren und Gönnern.
In der Regel treten rund 15 Bands auf der Bühne beim Weier auf.
Eines der Highlights war 2016 die US-Latino-Hip-Hop-Band Delinquent Habits.
Weitere Highlights am Rockamweier: Ilira, Stiller Has, Raggabund, King Pepe, Gustav, Elijah, Chencha Berrinches, Paul Camilleri, Schein, Lazuli, Popa Chubby, Hank Shizzoe and Band. Jährlich sollen drei bis vier Wiler Bands auf dem Festival spielen.
Des Weiteren wird Komik und Kleinkunst durch Kulturvereine geboten. Am Nachmittag gibt es mit «Kids on Stage» ein Programm für Kinder und Familien.

### Beizenfestival Rockamfreitag
Von 2005 bis 2018 traten beim Beizenfestival Rockamfreitag kleinere Bands in Altstadtlokalitäten in Wil SG auf.

## Auszeichnung
Im Jahr 2008 wurde dem Verein rockamweier der Preis der Stiftung Ria & Arthur Dietschweiler verliehen.
Zudem wurde der Verein 2010 mit dem Anerkennungspreis der Stadt Wil SG ausgezeichnet.